# Guido Alvarenga
Guido Alvarenga, paragvajski nogometaš, * 24. avgust 1970, Asunción, Paragvaj.
Za paragvajsko reprezentanco je odigral 24 uradnih tekem in dosegel tri gole.